# Шу-Сестре
Шу-Сестре (норв. De syv søstre) — гірський хребет на острові Альстен, комуна Алстагеуг, фюльке Нурланн, Норвегія.
Хребет складається із семи вершин (з північного сходу на південний захід):
- Ботнкрона (1072 м)
- Грютфутен (1019 м)
- Шерінгем (1037 м)
- Твіллінгене (сестри-близнята)(945 м і 980 м)
- Квасстінден (1010 м)
- Брейтінден (910 м)

Цей хребет популярний серед туристів і з нього відкривається мальовничий вид на околиці. У ясні дні відвідувачі можуть зрозуміти, чому місцеве населення називає околиці «Царством тисячі островів».
На кожну вершину можна піднятися без альпіністського спорядження за позначеними шляхами. Після відвідування всіх вершин туристи можуть звернутися в місцеву туристичну асоціацію, в якій видадуть сертифікат, що характеризує їх досягнення. Рекордний час сходження на всі вершини було встановлено в 1994 році і становить 3 години 54 хвилини.

## Посилання

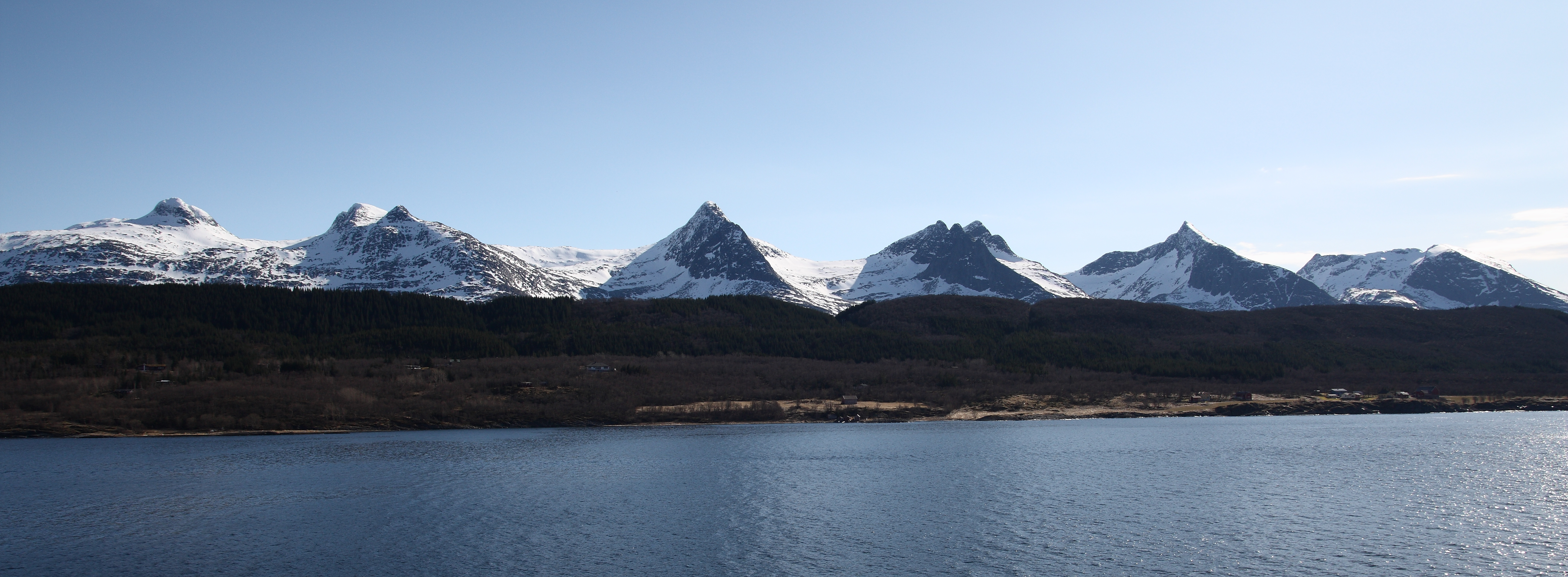
Хребет Сім сестер

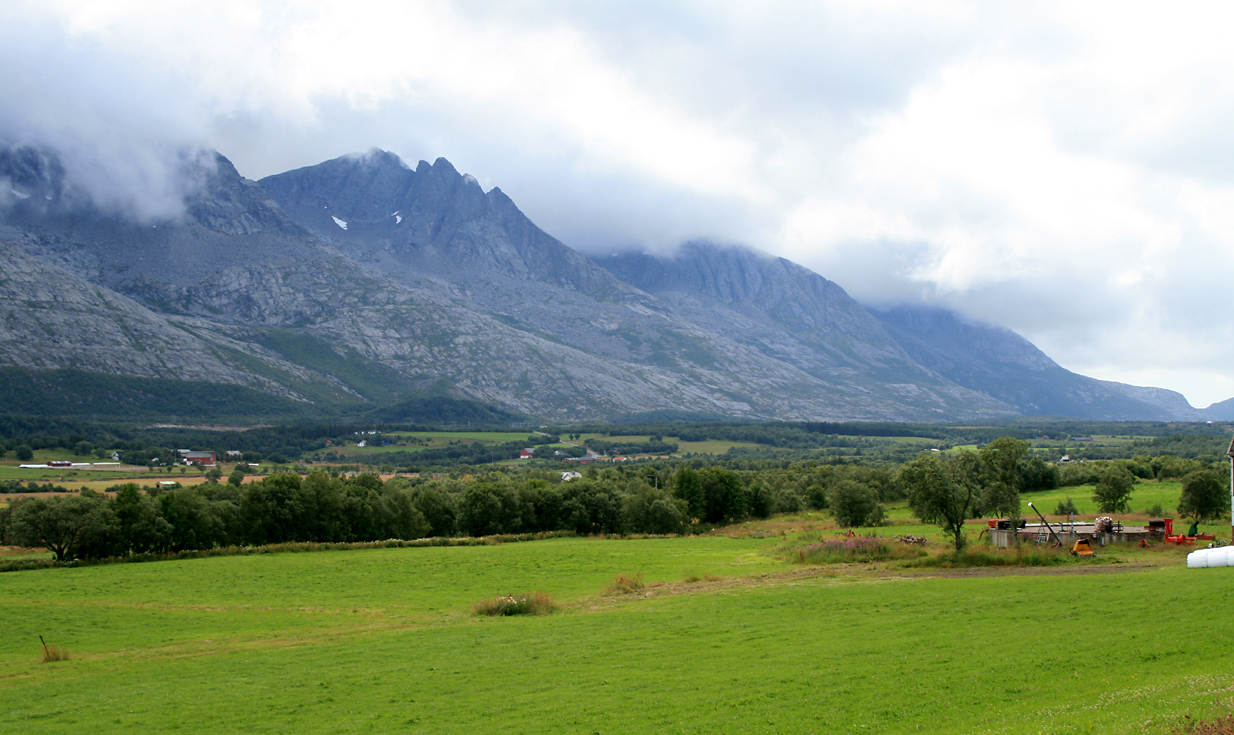
Острів Альстен з низовиною біля підніжжя хребта Сім сестер